# Thyanta custator
Thyanta (Thyanta) custator ist eine Wanzenart aus der Familie der Baumwanzen (Pentatomidae). Im Englischen wird die Wanze auch als Red-shouldered Stink Bug („rotschultrige Stinkwanze“) bezeichnet.

## Merkmale
Die grün oder bräunlich gefärbten 10 bis 11 Millimeter langen Wanzen sind äußerlich sehr variabel. Sie besitzen auf dem Halsschild oft einen pinkfarbenen Querstreifen, die vorderen Seiten des Halsschildes sowie das untere Ende des Schildchens (Scutellum) sind häufig pink gefärbt. Es gibt jedoch Populationen, bei welchen diese Merkmale fehlen.

## Vorkommen
Die Wanzenart kommt in Nord- und Mittelamerika vor. Sie ist in den Vereinigten Staaten und in Kanada transkontinental vertreten und weit verbreitet.

## Lebensweise
Die polyphagen Wanzen besitzen ein breites Spektrum an Wirts- und Futterpflanzen. Hierzu zählen neben vielen anderen Pflanzen Prosopis, Baccharis, Bouteloua-Süßgräser, Guayule und Goldruten (Solidago). Die Wanzen verursachen Fraßschäden an Kulturpflanzen wie Baumwolle, Sorghumhirsen, Sojabohne und Mais. Deshalb gelten sie in den USA als Schädlinge von wirtschaftlicher Bedeutung.

## Taxonomie
Die Arten der Gattung Thyanta wurden mehrfach einer Revision unterzogen. Eine von Herbert Ruckes im Jahr 1957 vorgeschlagene Unterteilung der Wanzen in Thyanta custator und Thyanta pallidovirens sowie letztere in 3 Unterarten (accerra, setosa und spinosa) wurde von David Rider später verworfen. Nach aktueller Auffassung gehören lediglich die in Kalifornien vorkommenden Populationen mit fehlendem Dornen oder Flecken auf der Hinterleibsunterseite zu Thyanta pallidovirens.
In der Literatur werden folgende Synonyme für Thyanta custator verwendet:
- Thyanta accerra McAtee, 1919
- Thyanta spinosa Ruckes, 1957

Unterarten von Thyanta custator sind:
- Thyanta custator accerra (McAtee, 1919)
- Thyanta custator custator (Fabricius, 1803)
- Thyanta custator spinosa